# Soy Luna en concierto
 (avril 2017).
Si vous disposez d'ouvrages ou d'articles de référence ou si vous connaissez des sites web de qualité traitant du thème abordé ici, merci de compléter l'article en donnant les références utiles à sa vérifiabilité et en les liant à la section « Notes et références ».
Tournées par Soy Luna
Soy Luna Live
(2018)
Soy Luna en concierto (Amérique latine) ou Sou Luna O Show (Brésil) est la première tournée de la série de télévision de Disney Channel, Soy Luna. 
Le spectacle contient des chorégraphies, des costumes et des mises en scène, et surtout beaucoup de musique. Seul l'acteur Lionel Ferro (Nicolas) n'est pas présent durant cette tournée.

## Synopsis
Le 25 septembre 2016 la protagoniste de la série, Karol Sevilla, confirme pendant un concert de l'émission de Susana Giménez, une tournée de concert commençant le 24 mars 2017 à Buenos Aires en Argentine.

## Acteurs
- Karol Sevilla (Luna)
- Ruggero Pasquarelli (Matteo)
- Michael Ronda (Simon)
- Valentina Zenere (Ambre)
- Carolina Kopelioff (Nina)
- Agustin Bernasconi (Gaston)
- Chiara Parravicini (Yam)
- Ana Jara Martinez (Jim)
- Jorge Lopez (Ramiro)
- Malena Ratner (Delfina)
- Katja Martínez (Jazmin)
- Gaston Vietto (Pedro)

## Liste des chansons
1. Intro
2. Alas (Karol Sevilla)
3. Siempre Juntos (Elenco)
4. Prófugos (Elenco)
5. La Vida es un Sueño (Karol Sevilla)
6. Invisibles (Michael Ronda, Gastón Vietto & Ruggero Pasquarelli)
7. Sobre ruedas (Karol Sevilla, Valentina Zenere, Katja Martinez, Malena Ratner, Chiara Parravicini, Ana Jara & Carolina Kopelioff)
8. Siento (Ruggero Pasquarelli)
9. Mírame a mí (Valentina Zenere)
10. Eres (Karol Sevilla, Michael Ronda & Ruggero Pasquarelli)
11. Chicas así (Valentina Zenere, Malena Ratner & Katja Martinez)
12. Valiente (Versión acústica) (Karol Sevilla & Michael Ronda)
13. Linda (Michael Ronda, Gastón Vietto & Ruggero Pasquarelli)
14. Música en ti (Karol Sevilla)
15. I'd Be Crazy (Ruggero Pasquarelli, Michael Ronda, Gastón Vietto, Jorge López & Agustín Bernasconi)
16. A rodar mi vida (Versión acústica) (Chiara Parravicini, Ana Jara Martinez & Jorge López)
17. Fush, ¡Te Vas! (Katja Martinez, Valentina Zenere & Malena Ratner)
18. Tengo un corazón (Carolina Kopelioff)
19. Mitad y Mitad (Agustín Bernasconi & Carolina Kopelioff)
20. Qué más da (Karol Sevilla & Ruggero Pasquarelli)
21. Aquí Estoy (Ruggero Pasquarelli & Agustín Bernasconi)
22. Yo Quisiera (Michael Ronda)
23. Un destino (Karol Sevilla, Ruggero Pasquarelli, Michael Ronda & Gastón Vietto)
24. Valiente (Elenco)
25. Vuelo (Elenco)
26. Alas (Elenco)
27. Siempre Juntos (Elenco)

## Représentations
| Dates             | Ville            | Pays       | Salle                                | N° de représentations |
| ----------------- | ---------------- | ---------- | ------------------------------------ | --------------------- |
| 24 mars 2017      | Buenos Aires     | Argentine  | Tecnópolis                           | 2                     |
| 25 mars 2017      | Buenos Aires     | Argentine  | Tecnópolis                           | 2                     |
| 26 mars 2017      | Buenos Aires     | Argentine  | Tecnópolis                           | 2                     |
| 28 mars 2017      | Buenos Aires     | Argentine  | Tecnópolis                           | 1                     |
| 29 mars 2017      | Buenos Aires     | Argentine  | Tecnópolis                           | 1                     |
| 31 mars 2017      | Córdoba          | Argentine  | Orfeo Superdomo                      | 2                     |
| 1er avril 2017    | Córdoba          | Argentine  | Orfeo Superdomo                      | 2                     |
| 3 avril 2017      | Asunción         | Paraguay   | Jockey Club                          | 1                     |
| 5 avril 2017      | Salta            | Argentine  | Estadio Padre Ernesto Martearena     | 1                     |
| 7 avril 2017      | Santiago         | Chili      | Movistar Arena                       | 2                     |
| 8 avril 2017      | Santiago         | Chili      | Movistar Arena                       | 2                     |
| 9 avril 2017      | Santiago         | Chili      | Movistar Arena                       | 2                     |
| 11 avril 2017     | Tucumán          | Argentine  | Estadio La Ciudadela                 | 1                     |
| 13 avril 2017     | Montevideo       | Uruguay    | Estadio Centenario                   | 1                     |
| 15 avril 2017     | Rosario          | Argentine  | Hipódromo Parque de la Independencia | 2                     |
| 18 avril 2017     | Lima             | Pérou      | Jockey Club                          | 1                     |
| 20 avril 2017     | Medellín         | Colombie   | Plaza de Toros La Macarena           | 1                     |
| 22 avril 2017     | Bogotá           | Colombie   | Centro De Eventos Autopista Norte    | 2                     |
| 23 avril 2017     | Cali             | Colombie   | Plaza de Toros Cañaveralejo          | 1                     |
| 25 avril 2017     | Barranquilla     | Colombie   | Colegio San José                     | 1                     |
| 29 avril 2017     | Ciudad de Mexico | Mexico     | Auditorio Nacional                   | 2                     |
| 30 avril 2017     | Ciudad de Mexico | Mexico     | Auditorio Nacional                   | 2                     |
| 1er mai 2017      | Ciudad de Mexico | Mexico     | Auditorio Nacional                   | 2                     |
| 3 mai 2017        | Monterrey        | Mexico     | Auditorio Citibanamex                | 1                     |
| 4 mai 2017        | Monterrey        | Mexico     | Auditorio Citibanamex                | 1                     |
| 7 mai 2017        | San José         | Costa Rica | Estadio Nacional de Costa Rica       | 1                     |
| 9 mai 2017        | Panama           | Panamá     | Centro de Convenciones Amador        | 1                     |
| 11 mai 2017       | Quito            | Équateur   | Estadio Olímpico Atahualpa           | 1                     |
| 13 mai 2017       | Guayaquil        | Équateur   | Estadio Modelo Alberto Spencer       | 1                     |
| 30 septembre 2017 | São Paulo        | Brésil     | Citibank Hall                        | 2                     |